# Mescinia
Mescinia é um gênero de mariposa pertencente à família Crambidae.